# Кодекс 077
Кодекс 077 (Gregory-Aland) — унциальный манускрипт V века на греческом языке, содержащий текст Деяний Апостолов (13,18-29), на одном пергаментном листе. 

## Особенности рукописи
Текст на листе расположен в двух колонках, 23 строк на страницу. 
Греческий текст рукописи отражает Александрийский тип текста. Рукопись отнесена к II категории Аланда. 
Рукопись хранится в Синайском монастыре (Harris App. 5) на Синае.